# Segundo intento de golpe de Estado de Venezuela de 1992
Un intento de golpe de Estado en Venezuela  se lleva a cabo el 27 de noviembre de 1992 contra el gobierno del entonces presidente Carlos Andrés Pérez, apenas nueve meses después de un primer intento en febrero del mismo año. En esta ocasión en el intento de golpe participaron civiles y militares. Los nombres más destacados de este intento fueron Hernán Grüber Odremán, Luis Enrique Cabrera Aguirre, Luis Reyes Reyes, Francisco Visconti Osorio; y los partidos políticos Bandera Roja y Tercer Camino.

## Sucesos
El movimiento de las tropas rebeldes se inició a las 11pm del día anterior, jueves 26 de noviembre, con el objetivo principal de capturar al presidente constitucional Carlos Andrés Pérez y de establecer una junta cívico-militar como gobierno de transición. También estaba planeado liberar a Hugo Chávez, encarcelado luego de su fallido golpe de Estado de febrero.

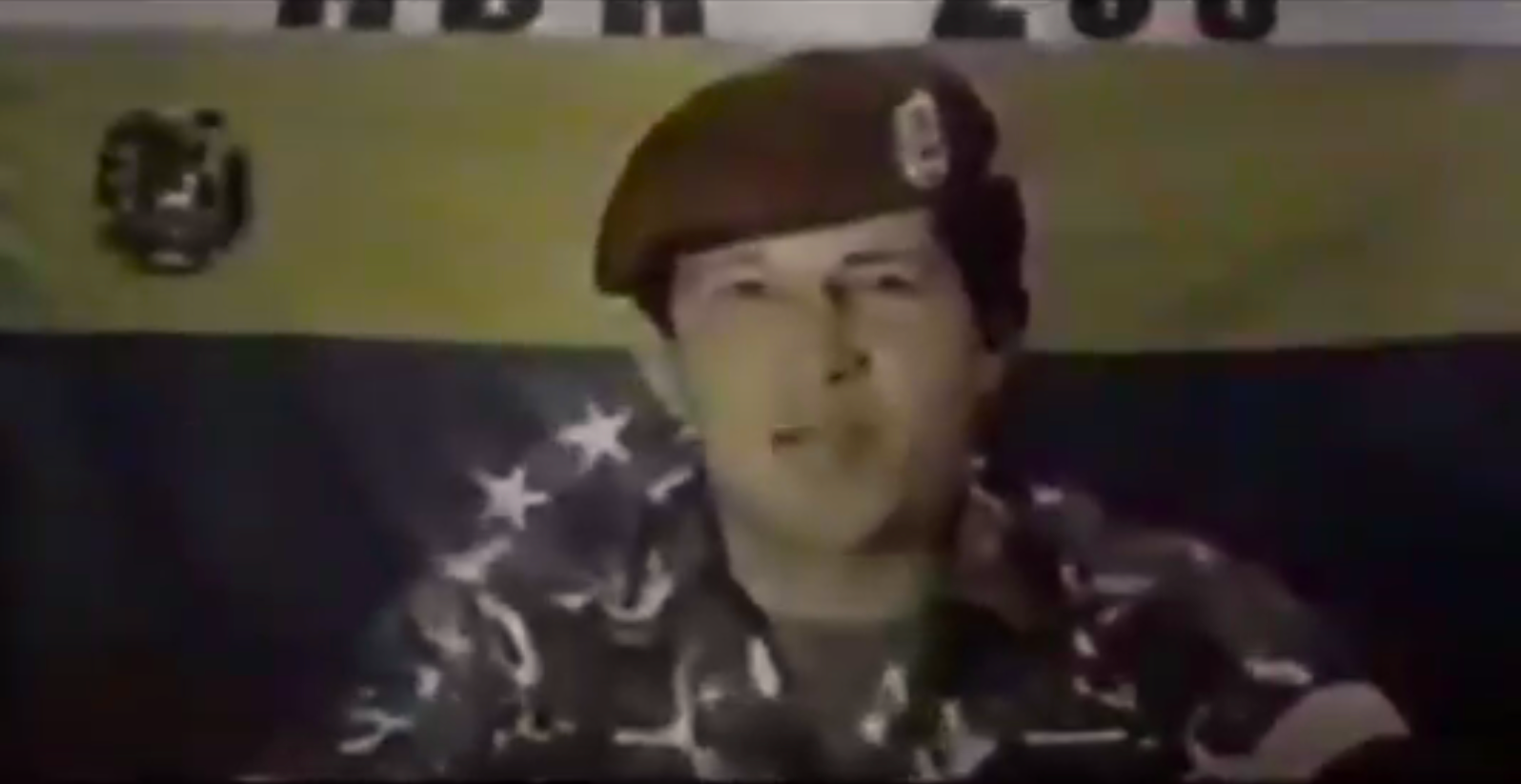
Una imagen fija del video que Chávez lanzó durante el intento de golpe de noviembre de 1992.

La sede de la televisora pública Venezolana de Televisión, así como las antenas repetidoras de RCTV y Venevisión fueron tomadas por el teniente Jesse Chacón, quien tenía órdenes de transmitir un video grabado por los cabecillas golpistas en el cual se explicaba el por qué de la rebelión y llamaban a las Fuerzas Armadas a unírseles. No obstante, en su lugar fue transmitido un vídeo grabado previamente por Chávez, quien no había participado en la planificación del golpe, para sorpresa de los cabecillas.
Por su parte, el presidente Carlos Andrés Pérez se comunicó con la nación a través de la señal de Televen, la única televisora nacional en su poder, donde anunció que este intento de golpe era un "coletazo" del de febrero de 1992, y que el gobierno tenía la situación controlada. A las 3:30 de la tarde, los rebeldes se rindieron, luego de un enfrentamiento con las fuerzas constitucionales que dejaron un saldo de nueve muertos, todos personal de la televisora VTV, a manos de los insurgentes quienes eran comandados para ese momento por el teniente Jesse Chacon.
En la mañana aviones OV-10 Bronco piloteados por oficiales golpistas despegaron de la Base Aérea Libertador en Maracay, y atacaron diversos objetivos en todo el país, donde destaca el bombardeo al Palacio de Miraflores, El Helicoide y la Base Aérea Generalísimo Francisco de Miranda, en Caracas, pero uno de los OV-10 Bronco fue derribado por funcionarios de la DISIP, desde una de las rampas o trincheras de defensa de la Base Aérea, usando un arma automática fusil de largo alcance calibre 50mm, quienes repelían el ataque, arremetido eminentemente y de manera agresiva por los rebeldes quienes tenían la ventaja en armas, sobre las fuerzas leales al Gobierno; esta aeronave para ese instante venía siendo perseguida por una aeronave  F-16, que para el momento de los disparos abrió vuelo a un lado alejándose de la misma, evitando ser confundido como uno de los insurgentes y a la vez ser impactado por las balas.
Paulina Gamus describió al respectoː "Algunos dirigentes de AD estábamos en el despacho del ministro de Relaciones Interiores, Luis Piñerúa, cuando el edificio se estremeció. Bajamos y había una inmensa bomba enterrada en la calle entre el Ministerio y la Oficina Principal de Correos, en Carmelitas".
A las cuatro de la tarde varios revolucionarios se rindieron, aunque muchos escaparon a Perú, donde fueron recibidos en calidad de perseguidos políticos por el presidente Alberto Fujimori; en abril de ese mismo año, el gobierno venezolano había roto relaciones diplomáticas con Perú por el autogolpe que Fujimori había dado.
En la noche, aunque la situación se encontraba controlada en el plano militar, se reportaron enfrentamientos entre la policía y el pueblo en rebelión en las parroquias caraqueñas de Caricuao y 23 de Enero. En el retén de Catia ocurrió un motín y varios presos lograron escapar, muriendo varias decenas en enfrentamientos con la Guardia Nacional de Venezuela.

## Consecuencias
Las cifras oficiales contabilizan 171 muertos, 142 civiles y 29 militares, mientras que las extraoficiales de 300. Además se contabilizaron 95 heridos militares. El diario El País reportó la cifra de cincuenta fallecidos, incluyendo el periodista Virgilio Fernández, veinticuatro horas después de los hechos.
Quinientos oficiales y suboficiales fueron arrestados tras los acontecimientos, junto con 800 soldados sin rango y 40 civiles; no obstante, solamente 196 personas, entre civiles y militares, fueron llevadas a un tribunal militar, incluyendo a las que huyeron a Perú, a los que se le abrió un proceso en ausencia. De estos, 97 fueron condenados, y el resto fueron absueltos. No obstante, unas semanas después la Corte Suprema de Justicia anuló los juicios, y dentro del período de un año, todos los implicados ya habían sido liberados por los gobiernos de Ramón José Velásquez y Rafael Caldera.
El concierto Use Your Illusion Tour de la banda americana Guns N' Roses que se estaba presentando en Venezuela el 25 de noviembre retraso la presentación en Bogotá hasta el 29 de noviembre porque ningún aeropuerto estaba operativo en todo el territorio nacional.